# Anacleto González Flores
José Anacleto González Flores (Tepatitlán, Jalisco, 13 de julio de 1888 - Guadalajara, Jalisco, 1 de abril de 1927) fue un laico, abogado y dirigente de la resistencia pacífica y parte de la rebelión cristera en el occidente mexicano, en contra del gobierno del entonces presidente Plutarco Elías Calles y en defensa de la Iglesia católica. Fue fundador y militante de la Asociación Católica de la Juventud Mexicana (ACJM), de la Unión Popular (UP) y de La Falange de la Patria. Murió torturado y fusilado el 1° de abril de 1927.  Fue declarado beato en noviembre de 2005.

## Primeros años
Anacleto nació en Tepatitlán, Jalisco, el 13 de julio de 1888. Fue el segundo de doce hermanos, 8 varones y 3 mujeres, e hijo de Valentín González Sánchez, un tejedor de rebozos quien a su vez fue hijo bastardo del terrateniente Ramón González; su madre fue María Flores Navarro. Fue bautizado al día siguiente de su nacimiento, en la parroquia de San Francisco, por el padre Miguel Pérez Rubio.
En su familia se practicaba la religión católica. Fue educado con la rigidez de su padre y el afecto de su madre. Su padre,  les enseñó personalmente las primeras letras y le inculcó tenacidad, el amor por las letras, la disciplina y el deseo de aprender un oficio; los hizo memorizar un largo discurso patrio. Durante la dictadura porfirista, sufrió prisión por espacio de dos años acusado del delito de sedición.
La paciencia y la piedad, durante su adolescencia consideró que la religión pertenecía a la esfera de la vida privada, y que su práctica no debía trascender a la vida pública.
Inició sus estudios en su pueblo natal como alumno del profesor y pedagogo Heriberto Garza, que, como muchos de su generación, asimiló cual si fuera religión, el positivismo de Augusto Comte.
Su adolescencia transcurrió entre el telar para rebozos, y la banda de música del pueblo, que afinó sus oídos y su voz; inició en el liderazgo sobre un grupo de muchachos de su edad, y desde entonces no toleraba el lenguaje soez ni la comisión de injusticias.
En 1905 asistió a unos ejercicios espirituales impartidos por misioneros llegados de Guadalajara. Fue tan notorio su cambio de vida entre los años 1905 y 1908 que el sacerdote Narciso Cuéllar, allegado a su familia, le propuso cursar el bachillerato en el Seminario Auxiliar de San Juan de los Lagos, fundado dos años antes. Este mismo sacerdote obtuvo el permiso de la familia y se comprometió a solventar el pago de la pensión de la escuela.
Anacleto anhelaba ampliar horizontes a través de la cultura e inició con notable aprovechamiento los estudios. De su afán intelectual, cultivado antes de ingresar al Seminario, dan cuenta sus calificaciones, siempre supremas, al grado de pronto estar en condiciones de suplir al maestro. Será desde entonces el Maestro o más familiarmente, "el Maestro Cleto".
Sin renunciar a su capacidad de conducir a los demás y a sus inquietudes intelectuales leyó los Estudios Filosóficos sobre el Cristianismo, de Auguste Nicolás, las obras de Jaime Balmes y los discursos del tlaxcalteca Trinidad Sánchez Santos, destinará buena parte de su tiempo libre a la enseñanza del catecismo, a visitar enfermos y a incrementar su relación con Dios.

## En el seminario
Ingresó al Seminario de San Juan de los Lagos pero no como interno sino como alumno de la madre Mariana. Su integridad lo llevó a discernir, casi desde el principio, que su vocación no era el sacerdocio. Por esa razón declinó la propuesta de sus superiores para ser enviado al Colegio Pío Latino Americano de Roma a cursar la teología. En su lugar marchó, en 1913, su compañero Higinio Gutiérrez. Tuvo claridad en sus aspiraciones y a pregunta expresa del profesor de historia, el padre Lino Pérez, sobre su vocación y carrera, respondió: "Quiero ser licenciado para luchar por la Iglesia y por la Patria".
Estudió seis años acreditó todas las materias cursadas. La vida intelectual no le impidió inmiscuirse en las preocupaciones sociales de su época. En 1912, por invitación de un inventor, viajó por vez primera a la Ciudad de México, para mostrar al presidente Francisco I. Madero la "chifladura" de un inventor provinciano. La misión fracasó, no así su entusiasmo por participar en la nueva conformación social, afiliándose, por entonces, al Partido Católico Nacional. Utilizó las largas vacaciones del verano de ese año para realizar campañas de proselitismo a favor del instituto político en la región de Los Altos de Jalisco. Al enterarse de la ofensiva norteamericana al Puerto de Veracruz, organizó un grupo de lucha de orientación social, la "Patria Phalanx" (Falange de la Patria), con casi un centenar de estudiantes. La vida de esta organización no tardó en apagarse; más, con todo y ser breve, encendió la llama de muchos, llamados a ser destacados prohombres, y también, por ironías de la vida, adversarios irreconciliables.
En 1913, concluyó los estudios de bachillerato. A fines de ese año, acompañado de quien será su inseparable amigo y colaborador, Miguel Gómez Loza, representó a Tepatitlán en la convención del Partido Católico, celebrado en Guadalajara. Se estableció  junto con otros alteños, en Guadalajara, en la casa de la señora Jerónima Sonora España, de donde derivó el apodo de "Gironda" para su casa y de "girondinos" para sus asistidos.
Se inscribió en la Escuela Libre de Derecho, en la capital de Jalisco, sostenida por la Sociedad Católica. En 1914, siguiendo las directrices de la Encíclica Rerum Novarum, y gracias al sano influjo del eminente sociólogo Miguel Palomar y Vizcarra, conformó algunos sindicatos católicos.
Con el fin de suplir un poco la falta de instrucción ética y religiosa, ausente en las escuelas oficiales, impulsó la creación de los siguientes círculos de estudios: Donoso Cortés, de oratoria; Agustín de la Rosa, de apologética; Aguilar y Marocho, de periodismo; Ozanam y Mallincrodt, de materias libres; León XIII, de sociología. Para obtener ingresos, impartía clases particulares de latín y de historia.

## En la Revolución Mexicana
En julio, la toma de Guadalajara fue realizada por las tropas del general Álvaro Obregón, y edificios eclesiásticos –la Catedral, el Seminario Conciliar, el hospital de San Martín de Tours– fueron expropiados por las tropas carrancistas. Los ataques perpetrados a las iglesias irritaron a la mayoría de la población al grado de inclinar la simpatía de sus habitantes a favor de los partidarios del guerrillero Francisco Villa.
Anacleto desempeñó oficios varios como la venta al menudeo de cigarrillos, tahonero de panadería y sobrestante en una construcción. Dejó la ciudad a finales de 1914, y se mudó al municipio de Concepción de Buenos Aires, Jalisco, donde su hermano Severiano ejercía el cargo de subrecaudador de rentas. En esa población, se ocupó de la catequesis infantil y de la atención de una pequeña tienda de comestibles, propiedad de su hermano. Anacleto se dio de alta en la tropa villista, como tribuno, secretario y redactor de proclamas.[cita requerida]
Al llegar a Guadalajara, se sumaron al contingente de Antonio Delgadillo alteños acaudillados por el sacerdote y coronel Miguel Pérez Rubio, quien había bautizado a Anacleto. En el campamento villista, Anacleto arengó a las turbas invitándolas a sostener el ideal y a rescatar los valores de la causa. La aventura pronto llegó a su fin. A raíz de un desaguisado con el gobernador villista de Jalisco, Julián Medina, el general Delgadillo, el padre Miguel Pérez y otros, fueron fusilados en diciembre de 1915, en el pueblo de Poncitlán, Jalisco. Cuentan que Anacleto escapó de la muerte gracias a la providencial circunstancia de encontrarse impartiendo una lección de catecismo a un grupo de niños del pueblo. Su efímera aventura villista lo desilusionó totalmente de la opción por la lucha armada.

## Andanzas
En 1916, de nuevo en Guadalajara, reanudó su quehacer académico; restableció el círculo estudiantil de la "Gironda", fundó un centro de catequesis para los niños del barrio del Santuario de Guadalupe. Perteneció un tiempo a una asociación hispanista, la Unión Latinoamericana, promovida por el argentino Manuel Ugarte, mas, al advertir algunos excesos que él no aprobaba, decidió separarse del grupo. Anacleto brindó apoyo a Luis B. Beltrán y Mendoza, interesado en aprovechar el éxito de los Círculos de Estudio para fundar en Guadalajara la Asociación Católica de la Juventud Mexicana (ACJM). El 17 de julio de 1916, con la aprobación del arzobispo Francisco Orozco y Jiménez, se inauguró la organización dentro de la cual pudo construir toda una estructura de acción social en la que fue pródigo en celo e iniciativas. Las actividades de la ACJM no tardaron en llegar a grupos cada vez más numerosos. Distribuyó su tiempo libre en impartir clases particulares de latín e historia, el periodismo y el apoyo a los círculos de la ACJM sin descuidar su preparación profesional como abogado. Así participaba de la Eucaristía y dedicaba tiempo a la oración, a la contemplación, y la mantenía a lo largo de la jornada. Para fortalecer su espiritualidad, ingresó a la Congregación Mariana de Señor San José y a la venerable Orden Tercera Franciscana Seglar, cuya ascesis lo nutrió.
Fundó y editó el 1 de julio de 1917, el Semanario católico "La Palabra", con el propósito de ofrecer a los católicos criterios para refutar el discurso cada vez más agresivo de los revolucionarios norteños, quienes habían incluido en la nueva Constitución disposiciones en contra del clero. Luchó desde esta tribuna contra los atropellos anticlericales ante la débil resistencia opuesta hasta entonces por los fieles católicos. Publicó por estos días su primer libro, "Ensayos", una colección de discursos y conferencias, prologadas por Efraín González Luna.
Ese mismo año, una enmienda a la Constitución Federal declaró inválidos los créditos escolares expedidos por planteles académicos no reconocidos por el Estado. A los 30 años de edad, Anacleto se encontró en la disyuntiva de desistir en su propósito de obtener un grado académico, o empezar sus estudios de nuevo. Eligió esto último; una a una, revalidó las asignaturas dispuestas por los planes de estudio oficiales. Cinco años invirtió en acreditar con nota suprema todas las materias requeridas para obtener el título de abogado, reconocido por las autoridades estatales.
Desde 1918, se ostentó como el jefe de los católicos jaliscienses, título que demostró cuando echó por tierra los decretos anticlericales números 1913 y 1927 promulgados por el Congreso del Estado. Ese año, asistió a las cátedras de su facultad, colaboró en la integración de los sindicatos católicos, atendió los estudio en la ACJM, dictó conferencias y discursos y escribió múltiples artículos periodísticos en los Semanarios "La Época", "El Obrero", "Restauración" y "La Palabra". Su pobreza lo mantenía en los límites del decoro.
El afecto se dio su debido lugar, pues de este tiempo data su relación de noviazgo con la que será su esposa, María Concepción Guerrero Figueroa, una pobre hospiciana, sin padres conocidos, sostenida por la caridad de la señorita Apolinaria Camacho Moya, hermana del sacerdote Vicente María, de los mismos apellidos. Durante los cuatro años que anteceden a su matrimonio todos los días recibió –Concha– una encendida esquela de su enamorado.

## Colaborador del obispo
El 22 de julio de 1918 midieron sus fuerzas del gobierno y centenares de manifestantes católicos. González Flores increpó al gobernador del Estado, general Manuel Macario Diéguez, quien desde el balcón del Palacio de Gobierno había pretendido desentenderse de la multitud dirigiéndoles unas pocas y virulentas palabras.
A partir de esa fecha y durante ocho meses, mantuvieron algunos católicos una férrea resistencia a las disposiciones aludidas, acciones coordinadas en buena medida por Anacleto, apoyado por los jóvenes de la ACJM y por mujeres y adultos de toda clase. El arma de mayor efecto, la que más frutos produjo, fue el boicot económico, cuyos efectos además de conmocionar la economía del Estado, revitalizaron la identidad de algunos católicos jaliscienses. En los primeros meses de 1919, el gobierno del Estado se vio forzado a derogar, por presiones, los controvertidos decretos.
En marzo de ese 1919, durante la inauguración de un nuevo centro de la ACJM, en la Ciudad de México, participó como orador. La vocación intelectual de Anacleto, a fuerza de hacer acopio, produce síntesis; un reguero de iniciativas; sus discípulos y amigos lo admiran, lo respetan y lo obedecen. Es recordado por figuras tales como Efraín González Luna, Agustín Yáñez, Antonio Gómez Robledo, Heriberto Navarrete y Jorge Padilla, entre otros.
Anacleto, fue un ávido lector de autores del viejo mundo como Shakespeare, Rolland, Ibsen, Nietzsche, Rodó y otros. Con este acervo, pudo elaborar una muy particular visión del cosmos, la llamada Filosofía de la resistencia, cuya novedad consistía en ofrecer los postulados de una contrarrevolución que no sea "una revolución al contrario sino lo contrario de una revolución".Quiso colaborar con lo que llamaba la "instauración del reinado de Cristo"; por ello apeló a cualquier estrategia conveniente, por ejemplo, algo inédito para su época, otorgar a la mujer un lugar destacadísimo en el desempeño de actividades sociales estratégicas. Su proselitismo no conoció límites. Formaba, sin caer en lo chocarrero, amenos corrillos con albañiles, operarios y labradores. Con los humildes, bien dotado de oportunas anécdotas, aderezadas con el lenguaje coloquial y llano de su infancia; las oportunas sugerencias del antiguo rebocero, maestro de obras, panadero, quincallero, eran escuchadas con interés y conquistaban al más variado auditorio; a la vez, matizaban la invitación, el consejo o la prédica.
Fue aprehendido el 10 de julio de 1919 junto con Pedro Vázquez Cisneros y Jorge Padilla, directivos de la ACJM de Guadalajara. Un año después, en 1920, se afilió a la sociedad secreta "Unión de Católicos Mexicanos", —la U— o "la Base", de la que sería director en Jalisco, creada por Luis María Martínez, entonces presbítero de la diócesis de Morelia y años más tarde arzobispo de México. El episcopado de aquel tiempo supo de la existencia de esa sociedad secreta, al que pertenecieron muchos sacerdotes y destacados católicos. Por tratarse de una asociación de resistencia católica, por la seguridad tanto de sus afiliados como por la salvaguarda de sus objetivos y de sus estrategias, la U mantuvo en secreto sus actividades, emparentándose, al menos en el hermetismo, prohibidas por el Código de Derecho Canónico. Habiéndose radicalizado las posturas de algunos de sus miembros y desarticulado por grupos Jesuitas, el Papa Pío XI decretó su extinción en 1929.
En abril de 1922 alcanza su título y su licencia como abogado. A su despacho de abogado acudían algunos pobres a solicitar sus servicios, por los que se abstenía de cobrar; hasta llegó a brindar ayuda económica.

## Vida conyugal
El 17 de noviembre de 1922, en la capilla de la ACJM, contrajo matrimonio con María Concepción Guerrero Figueroa. El matrimonio fue asistido canónicamente por el arzobispo de Guadalajara. Con todo, la huérfana sostenida por la caridad de los Camacho Moya no estaba destinada a ser la esposa que esperaba. Los nuevos esposos se establecieron en la Capilla de Jesús, una antigua barriada de Guadalajara. Las ilusiones de la esposa por alcanzar prestigio social y comodidades no tardaron en chocar con la sobriedad de su marido, quien acercaba al hogar lo necesario para garantizar una vida digna, pero excluía lo superfluo. A los reproches de su esposa respondía con mesura; sus palabras más que indignación expresaban cariño y tolerancia.

## Clausura del Seminario Conciliar
En diciembre de 1924, el titular del poder ejecutivo local, J. Guadalupe Zuno, ordenó la clausura del Seminario Conciliar de Guadalajara. Para oponerse a la avalancha de agresiones sistemáticas del Gobierno en contra del cierre del Seminario, organizó un Comité de defensa, germen de lo que será la última obra de González Flores, la Unión Popular, creada a principios de 1925, siguiendo los pasos de la Volksverein, de Ludwig Windthorst, en la Alemania de Bismarck. Los jóvenes de la ACJM fueron los primeros en sumarse a este esfuerzo. Se trató de activar a todos los católicos del Estado de Jalisco y de sus alrededores, aplicando un estatuto simplísimo que comprometiera al mayor número posible de personas. Las poblaciones se dividieron en parroquias, zonas y manzanas, cada cual con sus respectivos jefes, todos coordinados por Anacleto. Como órgano de difusión de la Unión Popular, creó el Semanario Gladium, que en pocos meses alcanzó un tiraje de cien mil ejemplares distribuidos por correos propios.

## La insurrección cristera
Gracias a la disciplina y ejemplo de civilidad de Anacleto, la Unión Popular cundió dentro y fuera de la diócesis; Los Militantes de la ACJM fueron enviados al interior del Estado portando tan solo una carta de presentación del arzobispo Francisco Orozco y Jiménez y las instrucciones básicas para establecer en todos los lugares la Unión Popular. Las mujeres, elemento humano tradicionalmente pasivo en la vida pública, ajeno al quehacer social y político, se organizaron en las Brigadas femeninas, con resultados inesperados.
En mayo de 1925, la Santa Sede condecoró a Anacleto con la cruz Pro Ecclesia et Pontífice.
Entretanto, en la Ciudad de México, un grupo de católicos, para contrarrestar al gobierno de Calles, dieron vida a la Liga Nacional para la Defensa de la Libertad Religiosa.
González Flores fue un ideólogo de esa lucha donde se satanizaba la revolución, en particular la mexicana, como parte de una trilogía, que propagaba, era necesario destruir a la masonería, el judaísmo y el protestantismo.
En 1926 "La Liga" le ofreció una fuerte suma a corto plazo, junto con los optimistas informes que les dieron respecto a los millones de pesos con que contarían provenientes de los Caballeros de Colón, de compañías petroleras, y de algunos prelados estadounidenses. La Unión Popular implementó una táctica de resistencia pacífica similar a la utilizada en 1918: boicot económico, manifestaciones públicas de luto, aislamiento y repudio al Gobierno.
En 1926, el presidente Plutarco Elías Calles, general revolucionario, promovió la reglamentación del artículo 130 de la Constitución a fin de contar con instrumentos más precisos para ejercer los severos controles que la Constitución de 1917 estableció como parte del modelo de sujeción de las iglesias al Estado aprobado por los constituyentes. Estos instrumentos buscaban limitar o suprimir la participación de las iglesias en general en la vida pública
Ante esta perspectiva, después de haber agotado todos los recursos ordinarios de índole legal y moral, el Episcopado Mexicano, en conformidad con la Santa Sede, determinó suspender el culto público en todas las diócesis de México. Se notificó a los creyentes la decisión y se procedió conforme a ella.
En las últimas semanas de 1926, los emisarios de la Liga presentaron un ultimátum a González Flores: o la Unión Popular apoyaba la decisión de "todos" los grupos católicos de México, o quedaría fuera de esta confederación, para escándalo y división de la causa. Se le presentaron todos los argumentos: la lícita defensa, el apoyo tácito de los Obispos, la condescendencia de la Santa Sede, la solidaridad de las naciones. Para allanar dificultades, la Liga le propuso nombrarlo delegado de la asociación para el Estado de Jalisco.
Un abanico de posibilidades, pero solo una salida honrosa: aceptar la propuesta de la Liga, la resistencia. Hecha su elección, solo pudo exclamar: “Estaré con la Liga y echaré en la balanza todo, lo que soy y lo que tengo. Mezclados como van a quedar, demasiado lo sé, en el torbellino de una lucha que recomendamos hoy, acudiendo a la razón de la fuerza, Dios haga fructificar este sacrificio colectivo. No quisiera que alguno estuviera engañando acerca del alcance que tiene esta invitación: los convido a sacrificar su vida para salvar a México” *(Es necesario citar la fuente).
A fines de diciembre de 1926, Anacleto convocó a una reunión plenaria de jefes de la Unión Popular. Llegaron a Guadalajara representantes de todos los puntos, y a nadie extrañó la resolución tomada, es más, muchos la esperaban con ansia: los jóvenes ilusos y apasionados, incontenibles, sin preparación bélica, sin armas ni pertrechos, sin estrategias. Después de la convención, se dispuso que en los primeros días del mes de enero iniciaría una guerra de guerrillas. Anacleto aceptó la jefatura civil de la resistencia, a Miguel Gómez Loza se dio la tarea de formar programas de acción, así como organizar a los grupos armados de cristeros que brotaban por todos lados de la región; como secretario quedó el también nombrado jefe de la Unión Popular, Heriberto Navarrete.
Conforme a lo planeado, las escaramuzas y ofensivas contra la autoridad constituida comenzaron en los primeros días de enero de 1927. Lo simultáneo de los asaltos impidieron al ejército sofocar el conato de guerra civil. Desde la capital del Estado, en refugios solo conocidos por unos cuantos, Anacleto se enteraba de las acciones, distribuía los recursos y exhortaba a la unidad. “Gladium” era el vehículo de comunicación para todos. A través de esta publicación, la voz del jefe llega a las barrancas, los campamentos y en las poblaciones. Su discurso se tornó combativo. Ya no exhortaba, exigía a los católicos apoyar sin reservas y con heroísmo la defensa de la Iglesia católica. El apoyo de las brigadas femeninas fue la clave para distribuir el material bélico. El venal jefe de las Operaciones Militares en Jalisco, general de división Jesús María Ferreira, medró con la situación, en el estado de la situación no podía mantenerse en esas condiciones indefinidamente. Las autoridades civiles de Jalisco sintieron amenazadas sus posiciones cuando de la metrópoli llegaron admoniciones con tonos cada vez más severos, exigiendo sofocar la resistencia de los radicales católicos.

## Ejecución
El 1 de abril de 1927 fue fusilado. Días antes había encontrado refugio en la casa de la familia Vargas González, en calle Mezquitán 405, Guadalajara. Tras cuidadosas pesquisas, los agentes del gobierno supieron su paradero y planearon aprehender en un solo acto a algunos católicos representativos. Además de Anacleto, fueron detenidos Luis Padilla Gómez, secretario de la Unión Popular; Heriberto Navarrete, encargado de la misma; Miguel Gómez Loza, don Ignacio Martínez, el joven Agustín Yáñez, Antonio Gómez Palomar y su hijo Antonio Gómez Robledo y muchos más.
La captura de Luis Padilla Gómez la dirigió el general Ferreira; la de Anacleto se la encomendó al jefe de la policía del estado, Atanasio Jarero. Yáñez, Gómez Loza y Navarrete, puestos a salvo oportunamente, no fueron tomados presos, aunque este último lo sería en la Ciudad de México.
Sitiada la casa de los Vargas González, se procedió al arresto de los moradores y al saqueo de la vivienda. Anacleto fue despertado por las voces de alerta de sus huéspedes, se enfundó en su overol de obrero, su última prenda, corrió al patio de la casa, que advirtió sitiado, regresó al interior y, oculto bajo una mesa, destruyó la documentación más comprometedora. Ninguno de los moradores de la casa portaba un arma. Se arrestó a toda la familia. Los hermanos Florentino, Jorge y Ramón Vargas González fueron trasladados al Cuartel Colorado; Anacleto a la Dirección General de Operaciones Militares; a las mujeres se les encerró en la que fuera Casa Episcopal, convertida ahora en Inspección de Policía. Una vez identificados, se remitió a los Vargas González al Cuartel Colorado.
El general Ferreira, urgido por mandato directo de la Presidencia de la República, necesitaba ejecutar cuanto antes a los reos. Ordenó, pues, torturar a Anacleto recurriendo a un refinado suplicio, entonces en boga: suspenderlo de los pulgares, flagelarlo, descoyuntarle los dedos y herirle las plantas de los pies. Un golpe brutal de fusil casi le desencajó el hombro. Ferreira quería saber nombres de personas comprometidas con la resistencia, centros de acopio, procedencia de recursos, pero, sobre todo, el paradero del arzobispo Francisco Orozco y Jiménez.
La noticia de la captura corrió toda por la ciudad. Un numeroso grupo de personas se agrupaba en las calles aledañas al Cuartel Colorado. Un funcionario público, el magistrado Francisco González, emparentado con los Vargas González, obtuvo el amparo de la Justicia Federal en favor de los reos, sin embargo, la sentencia era irrevocable y urgía cumplirla antes de que los católicos protestaran a su modo.
A las dos de la tarde, tras liberar a Florentino, uno de los hermanos Vargas González, los otros prisioneros fueron conducidos al paredón; tras un simulacro de juicio sumario, acusados del secuestro y asesinato del ciudadano estadounidense E. Wilkins, se les condenó a sufrir la pena capital. Las versiones de la ejecución que proporcionan las diversas fuentes indican que primero fueron pasados por las armas Luis Padilla Gómez, Jorge y Ramón Vargas González; quedando con vida solamente Anacleto dijo: "el juez que me juzgue a mí también los juzgará a ustedes". Ferreira, ordenó a un soldado lo apuñaleara por la espalda, con bayoneta, perforándole los pulmones. Los certificados de defunción de los ejecutados, asentados la mañana siguiente en distintas partidas, indican que murieron de "herida de bala" en domicilios distintos. En el margen derecho de dos de estos documentos aparece, la firma del Gobernador de Jalisco, Silvano Barba González.
González Flores fue fusilado acusado de asesinar a soldados federales.
En el cadáver de Anacleto se pudieron evidenciar las marcas de los azotes, los pulgares descoyuntados, las plantas de los pies con escoriaciones profundas, el hombro dislocado y la tremenda puñalada que le costó la vida.
Una ambulancia, estilando sangre, trasladó los despojos de los caídos al patio de la Inspección de Policía, donde se les arrojó en el patio. Una turba de curiosos pudo atestiguar la escena. Ferreira, muy turbado, se apersonó en el lugar; exigía continuaran los arrestos. La cacería ciertamente continuó; por órdenes de Ferreira fueron arrestados y fusilados algunos católicos prominentes, entre ellos los hermanos Ezequiel Huerta Gutiérrez y Salvador Huerta Gutiérrez, estos dos últimos, padres de familia, fieles colaboradores a la causa, y que además escondían a dos sacerdotes, sus hermanos José Refugio y Eduardo. Los hermanos Huerta Gutiérrez fueron fusilados bajo la orden del General Jesús M. Ferreira la madrugada del 3 de abril de 1927 sin juicio alguno, tras una tortura similar a la recibida por Anacleto González Flores.
Los maltratados hombres, golpeados y torturados a sangre fría, fueron guiados con pies descalzos y sin piel en las plantas, desde las oficinas de la comandancia de policía ubicada en el centro de la ciudad de Guadalajara hasta el Panteón de Mezquitán, donde finalmente fueron pasados por las armas. Sus cuerpos fueron sepultados allí mismo, sin lápida ni marca y no se supo de ellos hasta varios años más tarde, cuando hijos de los fallecidos se dieron a la tarea de buscar el lugar donde fueron sepultados. Sus restos actualmente reposan en la parroquia de Jesús en Guadalajara, muy cerca del Santuario de Guadalupe donde, en una capilla, reposan los restos de Anacleto González Flores.
La tarde del viernes 1 de abril, se permitió a los deudos de los occisos disponer de sus restos mortales. Toda la noche, a pesar del riesgo que eso suponía, centenares de personas visitaron el domicilio familiar de Anacleto, y el de las otras víctimas. Por la mañana, miles de tapatíos, acompañaron los restos a su tumba, en el panteón de Mezquitán. En el camino se vitoreó tanto al fallecido como a la causa que defendía, a la religión, a la Iglesia, al Papa y a los obispos. Los policías no se atrevieron a intervenir.
Semanas más tarde, el general Jesús M. Ferreira fue removido de su cargo. En 1929, durante el interinato del presidente Emilio Portes Gil, se le degradó. Murió en 1938. Por ironía de la vida, aunque murió en el estado de Sinaloa, fue sepultado en el cementerio municipal de Guadalajara, muy cerca de los restos de quienes fueron asesinados por mandato suyo.

## Después de su muerte
La muerte de Anacleto legitimó la inconformidad de algunos católicos, expresada en la resistencia activa. En ediciones póstumas aparecieron dos selecciones de sus artículos periodísticos: Tú Serás Rey y El Plebiscito de los Mártires. Se reeditaron sus Ensayos, aparecidos por primera vez en 1917. En abril de 1947, al cumplirse veinte años de su muerte, sus restos fueron trasladados al Santuario de Guadalupe de Guadalajara, donde reposan.
Fue beatificado el 20 de noviembre de 2005 en el Estadio Jalisco de la ciudad de Guadalajara, junto con otros compañeros mártires por la misma causa. Entre ellos Miguel Gómez Loza, José Luciano Ezequiel Huerta Gutiérrez, J. Salvador Huerta Gutiérrez, Luis Magaña Servín, José Dionisio Luis Padilla Gómez, Jorge Ramón Vargas González, Ramón Vicente Vargas González, José Sánchez del Río, Leonardo Pérez Larios.
Fue candidato a la "Medalla Belisario Domínguez" que otorga el senado mexicano, en año 2015.